# 에바 가드너
에바 라비니아 가드너(영어: Ava Lavinia Gardner, 1922년 12월 24일 ~ 1990년 1월 25일)는 미국의 배우이다. 1941년 MGM 스튜디오와 계약했으며, 1946년 영화 《살인자들》을 통해 이름을 알리기 시작했다. 이후 할리우드를 선도하는 배우 가운데 한 명이 되어 당시 가장 아름다운 여성 가운데 한 명으로 여겨지기도 했다.

## 출연 작품
- 대지진 (Earthquake, 1974)
- 법과 질서 (The Life And Times Of Judge Roy Bean, 1972) - 릴리 역
- 천지창조 (The Bible, 1966) - 사라 역
- 이구아나의 밤 (The Night of the Iguana, 1964) - 맥신 포크 역
- 세븐 데이스 인 메이 (Seven Days in May, 1964) - 엘리 홀브룩 역
- 북경의 55일 (55 Days at Peking, 1963) - 나탈리 역
- 그날이 오면 (On The Beach, 1959)
- 태양은 또 떠오른다 (The Sun Also Rises, 1957)
- 맨발의 백작부인 (The Barefoot Contessa, 1954)
- 모감보 (Mogambo, 1953) - 엘로이스 Y. `허니 베어` 켈리 역
- 킬리만자로의 눈 (The Snows of Kilimanjaro, 1952) - 신시아 그린 역
- 판도라 (1951)
- 살인자들 (The Killers, 1946)